# 戀愛漫畫家
《戀愛漫畫家》是西田大輔原案、企劃，山崎紗也夏作畫的日本漫畫作品，於2010年10月至2012年1月在講談社《Morning》連載。

## 出版書籍
| 卷數 | 講談社         | 講談社                 |
| 卷數 | 發售日期       | ISBN                   |
| ---- | -------------- | ---------------------- |
| 1    | 2011年4月22日  | ISBN 978-4-06-372997-9 |
| 2    | 2011年7月22日  | ISBN 978-4-06-387028-2 |
| 3    | 2011年10月21日 | ISBN 978-4-06-387052-7 |
| 4    | 2012年1月23日  | ISBN 978-4-06-387081-7 |
| 5    | 2012年3月23日  | ISBN 978-4-06-387095-4 |

## 電視劇
2021年4月起於富士電視台的週四劇場時段播出，鈴木亮平民放連續劇單獨初主演，吉岡里帆共演。
台灣由KKTV、friDay影音自4月9日起每週五同步跟播，MOD及Hami Video自4月19日起跟播。LiTV 線上影視全套上架。

### 登場人物

#### 主要人物
- 刈部清一郎：鈴木亮平

本作的主人公。以“刈部玛利亚”的笔名连载着少女漫画《银河天使》。为了给走投无路的漫画寻找素材，他向爱子提出以100萬作為報酬的戀愛委託工作。
- 久遠愛子：吉岡里帆

沒有夢想、沒有男友、沒有工作的約三十歲女子，每次戀愛遇到的男人都有各種的問題。

#### 清一郎的相關人物
- 刈部蓮：岩田琉聖

清一郎的外甥，清一郎的弟弟刈部純遺孤。

#### 「少女Morning」的相關人物
清一郎的少女漫畫的連載漫畫雜誌。
- 向後達也：片岡愛之助

清一郎的擔當編輯。
- 金條可憐：木南晴夏

清一郎的後輩漫畫家。

#### 愛子的模擬戀愛任務目標
- 早瀨剛：龍星涼

在一流公司工作的精英上班族。

#### 其他人物
- 二階堂藤悟：真榮田鄉敦

咖啡廳酒吧的代理店長。
- 伊藤由奈：小西櫻子

咖啡廳酒吧的女服務員。

### 製作團隊
- 原作：山崎紗也夏《戀愛漫畫家》（講談社《Morning KC》連載）
- 編劇：松田裕子
- 導演：石川淳一、小林義則、淵上正人
- 音樂：末廣健一郎
- 主題歌：佐藤千亞妃（avex trax）
- 片頭曲：BiSH〈ZENSHiN ZENREi〉（EMI Records）
- 製作人：小林宙
- 編成企劃：佐藤未鄉、江花松樹
- 製作：富士電視台
- 製作、著作：共同電視

### 播出日程
| 集數                                                                      | 播出日期 | 標題 | 導演     | 收視率 | 備註       |
| ------------------------------------------------------------------------- | -------- | ---- | -------- | ------ | ---------- |
| 第1話                                                                     | 4月8日   |      | 石川淳一 | 6.5%   | 加長15分鐘 |
| 第2話                                                                     | 4月15日  |      | 石川淳一 | 5.1%   |            |
| 第3話                                                                     | 4月22日  |      | 石川淳一 | 4.8%   |            |
| 第4話                                                                     | 4月29日  |      | 石川淳一 | 5.7%   |            |
| 第5話                                                                     | 5月6日   |      | 石川淳一 | 5.6%   |            |
| 第6話                                                                     | 5月13日  |      | 小林義則 | 5.0%   |            |
| 第7話                                                                     | 5月20日  |      | 淵上正人 | 5.0%   |            |
| 第8話                                                                     | 5月27日  |      | 淵上正人 | 5.2%   |            |
| 第9話                                                                     | 6月3日   |      | 石川淳一 | 5.4%   |            |
| 第10話                                                                    | 6月10日  |      | 小林義則 | 5.0%   |            |
| 最終話                                                                    | 6月17日  |      | 石川淳一 | 5.8%   |            |
| 平均收視率 5.4%（收視率由Video Research調查關東地區、家戶的即時統計資料） |          |      |          |        |            |

## 外部連結
- 戀愛漫畫家 - 講談社《Morning》（日語）
- 戀愛漫畫家 - 富士電視台（日語）
  - 戀愛漫畫家的X（前Twitter）（日語）
  - 戀愛漫畫家的Instagram帳戶（日語）

| 日本 富士電視台 週四劇場             | 日本 富士電視台 週四劇場                        | 日本 富士電視台 週四劇場 |
| ------------------------------------ | ----------------------------------------------- | ------------------------ |
|                                      | 戀愛漫畫家 （2021年4月8日－6月17日）            |                          |
| 認識的妻子 （2021年1月7日－3月18日） | 來自灰色星球的小王子 （2021年7月15日－9月23日） |                          |